# Tarantula (film)
Tarantula este un film SF american din 1955 regizat de Jack Arnold pentru Universal Studios. În rolurile principale joacă actorii John Agar, Mara Corday, Leo G. Carroll, Nestor Paiva.

## Prezentare
Un păianjen scapă dintr-un laborator izolat din deșertul Arizona, laborator în care se fac experimentări privind gigantismul. Păianjenul atinge dimensiuni extraordinare, provocând ravagii printre oameni.

## Distribuție
- John Agar - Prof. Gerald Deemer
- Mara Corday - Dr. Matt Hastings
- Leo G. Carroll - Stephanie Clayton
- Nestor Paiva - Sheriff Jack Andrews
- Ross Elliott - Joe Burch
- Edwin Rand - Lt. John Andrews
- Raymond Bailey - Dr. Townsend
- Ed Parker- Jacobs and Lund
- Hank Patterson - Josh
- Bert Holland - Barbey Russell
- Steve Darrell - Andy Andersen